# 劉煒堅

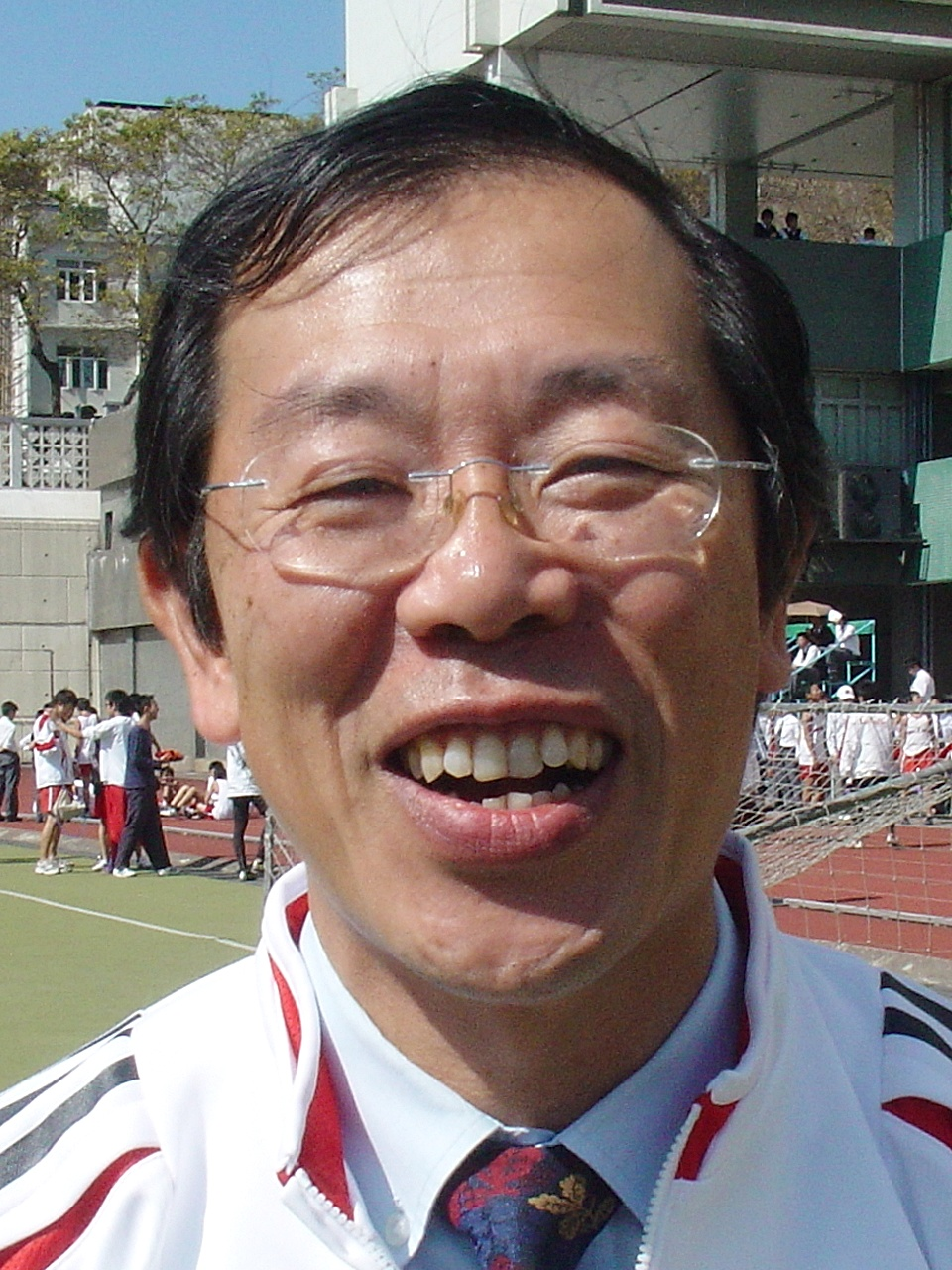
劉煒堅

劉煒堅（Paul Lau Wai-keen），自2004年9月1日起成為香港喇沙書院之第11任校長，試用期兩年（2004-2006）。他亦是喇沙書院自創校70多年來首位非修士校長。他曾任香港教育學院學生事務處助理學生事務長、香港教育學院高級助理學生事務主任、香港教育學院課程及教育系首席講師、優質教育基金督導委員會成員，現任聖神修院神哲學院義務顧問團。劉煒堅於2006年6月27日於喇沙書院學校網頁上宣佈因私人理由辭去喇沙書院校長一職，由2006年8月31日生效。

## 學歷
- 畢業於喇沙小學及喇沙書院[1]
- 香港大學 理學士 (化學) - 1973
- 香港大學 教育文憑 - 1974
- 香港大學 教育碩士 - 1980
- 英國劍橋大學 哲學碩士(課程設計) - 1990
- 澳洲天主教大學 文學碩士(神學) - 2000
- 英國布里斯托大學 教育博士(Educational Management and Teacher Education) - 2001

## 教育生涯
- 何文田官立中學 化學科教師 (1974 - 1979)
- 羅富國教育學院 副校長
- 香港教育學院 (多個崗位)
- 喇沙書院 校長 (2004 - 2006)

## 資料來源
1. ↑  Appointment of New Principal (LSCOBA)
.   [2007-11-25]. （原始内容存档于2007-12-23）.

- 劉煒堅接任喇 沙校長 （页面存档备份，存于）
- 劉煒堅從「喇沙仔」到校長 寄語學弟兼顧藝術全面發展